# زیردریایی یو-۷۱۱
زیردریایی یو-۷۱۱ (به انگلیسی: German submarine U-711) یک زیردریایی بود که طول آن ۶۷٫۱ متر (۲۲۰ فوت ۲ اینچ) بود. این زیردریایی در سال ۱۹۴۲ ساخته شد.